# Премьерфе
Премьерфе́ (фр. Prémierfait) — коммуна во Франции, находится в регионе Шампань — Арденны. Департамент — Об. Входит в состав кантона Мери-сюр-Сен. Округ коммуны — Ножан-сюр-Сен.
Код INSEE коммуны — 10305.
Коммуна расположена приблизительно в 130 км к востоку от Парижа, в 60 км юго-западнее Шалон-ан-Шампани, в 24 км к северу от Труа.

## Население
Население коммуны на 2008 год составляло 104 человека.
| 1962 | 1968 | 1975 | 1982 | 1990 | 1999 | 2008 |
| ---- | ---- | ---- | ---- | ---- | ---- | ---- |
| 125  | 108  | 87   | 88   | 85   | 73   | 104  |

## Экономика
В 2007 году среди 55 человек в трудоспособном возрасте (15—64 лет) 51 были экономически активными, 4 — неактивными (показатель активности — 92,7 %, в 1999 году было 70,7 %). Из 51 активных работали 43 человека (27 мужчин и 16 женщин), безработных было 8 (2 мужчины и 6 женщин). Среди 4 неактивных 0 человек были учениками или студентами, 0 — пенсионерами, 4 были неактивными по другим причинам.

## Достопримечательности
- Церковь Сен-Лоран (XII век). Памятник истории с 1937 года[3]